# Ganàpies de la UAB
La Colla Castellera Ganàpies de la UAB és una colla castellera universitària de la Universitat Autònoma de Barcelona. Fundada l'any 1994 per un grup d'estudiants, els quals eren principalment de ciències ambientals, és la colla castellera universitària activa més antiga. El 21 d'abril del 1995 l'entitat va ser reconeguda per la Generalitat de Catalunya, i més tard va ser la primera colla castellera universitària membre de la Coordinadora de Colles Castelleres de Catalunya. El nom de la colla és degut al fet que era la primera colla del món casteller amb un nom inclusiu (noi ganàpia, noia ganàpia).
Els Ganàpies tenen dues diades pròpies, igual que la resta de colles castelleres universitàries. Als voltants del desembre, sempre en dijous, se celebra la Diada d'Hivern, i entre abril i maig la Diada de Primavera, a més, tradicionalment els Ganàpies també actuen per la Festa Major de l'Autònoma (a finals d'octubre o principis de novembre).
Els Ganàpies han usat la discutida figura de l'aconxaneta, fusió entre les figures de l'enxaneta i l'acotxadora, per tal de reduir pes al pom de dalt (conseqüència de no poder usar canalla per a tals posicions al castell). L'any 2010 va ser una de les cinc colles universitàries que reberen el premi a la Iniciativa social en la Nit dels Castells.

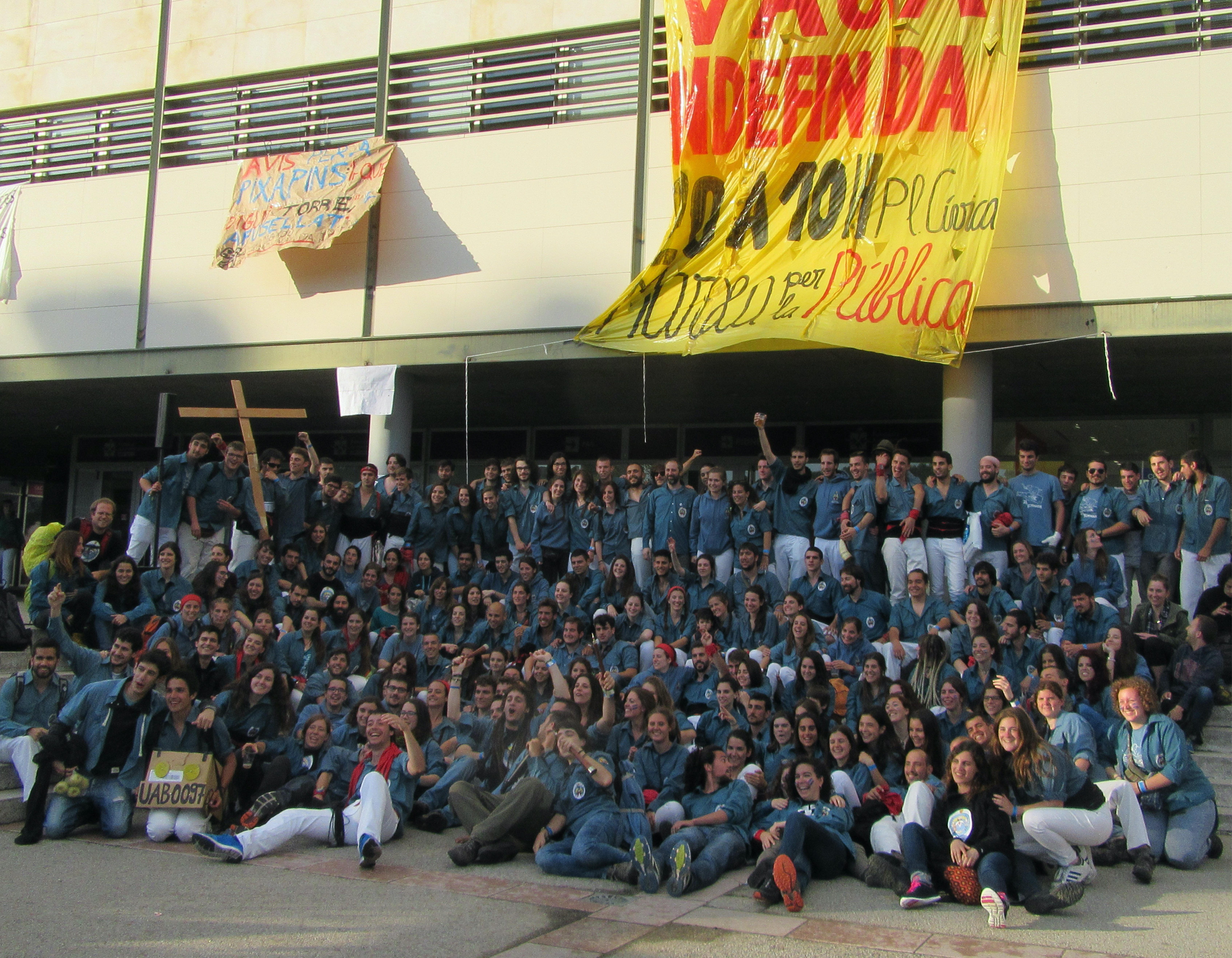
La colla Ganàpies a la Plaça Cívica de la UAB.

## Castells assolits per la colla
- 2015/2016: Primer Pd4 caminat, primer Pd6f descarregat, primer 4d7p descarregat, primer 8d6p descarregat,[5] primer 7d7 descarregat, primer 2d7f descarregat i primers 4d7 i 3d7 simultanis (el 4d7 carregat).
- 2016/2017: Primer 5d7 descarregat, primer 3de7p descarregat i primer 3 de 8 amb folre descarregat.[6]
- 2021/2022: Primer 10d6 descarregat.[7]
- 2024/2025: Primers 2d7f i Pilar de 6 amb folre simultanis descarregats.[8]